# Shaun Maloney
Shaun Richard Maloney (Miri, Sarawak, Malasia, 24 de enero de 1983) es un exfutbolista y entrenador británico. Jugaba de centrocampista y desde marzo de 2025 está sin equipo tras dirigir al Wigan Athletic F. C.
En enero de 2007 fue traspasado al Aston Villa de la Premier League. Fue internacional absoluto con Escocia, pero debido a su lugar de nacimiento y a sus orígenes, pudo elegir entre la selección de Malasia y la República de Irlanda.

## Trayectoria

### Como jugador
Shaun Maloney debutó como profesional con el Celtic, equipo al que llegó a las categorías inferiores en 1999, y debutó el 29 de abril de 2001 nada menos que frente al Rangers en Ibrox Park, en una de las denominadas Old Firm (nombre que reciben los enfrentamientos entre ambos clubes).
Tras sufrir una lesión en el ligamento cruzado en 2004 con la selección escocesa sub-21, Maloney regresó a los terrenos de juego a finales de esa temporada. Sin embargo, la temporada siguiente, 2005-06, sería la de mayor éxito para el futbolista logrando la Premier League de Escocia, Copa de la Liga y cuatro premios personales como "Jugador del año", "Jugador joven del año", ambos otorgados por la federación; "Jugador del año", otorgado por los aficionados del Celtic; y otro premio al "Jugador del año", éste por los jugadores de la liga escocesa. Shaun jugó un papel fundamental en la victoria final del cuarto título liguero consecutivo del Celtic, entrenado por Gordon Strachan, anotando 16 goles.
En enero de 2007, el Celtic y el Aston Villa acuerdan el traspaso de Maloney por 1 millón de libras (cerca de 2 millones de euros). En Villa Park, Shaun se reencontró con Martin O'Neill, quien fue entrenador del Celtic en una de las etapas más brillantes de los últimos años del equipo católico incluyendo la final perdida de la Copa de la UEFA ante el Oporto, y con el búlgaro Stiliyan Petrov. El 10 de febrero de 2007, Maloney debutó con los "villanos" ante el Reading, y anotó su primer gol en el Estadio Ciudad de Mánchester ante el City, 0-2, con un brillante gol de falta directa.
El 22 de agosto de 2008, Maloney regresó al Celtic y firmó un contrato por cuatro temporadas.
Tras dejar el equipo escocés Maloney volvió a Inglaterra para jugar en el Wigan Athletic donde jugó cuatro temporadas, dos en Premier League y otras dos en la EFL Championship ya que su equipo descendió. 
En 2015 llegó al Chicago Fire de la MLS. En la semana 5 ganó el premio al 'Jugador de la semana'.
Después de solo ocho meses en Chicago, Maloney firmó un contrato por dos años con el Hull City el 27 de agosto de 2015. Su contrato con el Hull expiró después de la temporada 2016-17. Maloney discutió los términos de un contrato con el Aberdeen, pero una lesión de hernia le impidió firmar. Luego indicó al mánager del Aberdeen, Derek McInnes, que había decidido retirarse y convertirse en entrenador.

### Como entrenador
En agosto de 2017 el Celtic F. C. le designó un puesto de entrenador para su equipo de desarrollo sub-20. El 31 de agosto de 2018 se unió al cuerpo técnico de la selección de Bélgica.
El 20 de diciembre de 2021 inició su carrera como entrenador después ser fichado por el Hibernian F. C. Ganaron los dos primeros partidos, pero después de una única victoria en los siguientes trece de la Scottish Premiership, que les privaron de finalizar entre los seis primeros, y la eliminación en las semifinales de la Copa de Escocia, fue destituido tras cuatro meses en el cargo.
El 28 de enero de 2023 se hizo oficial su vuelta al Wigan Athletic F. C. para dirigir al primer equipo las siguientes tres temporadas y media. En sus primeros meses no pudo evitar el descenso a la League One y en su primera campaña completa lograron la permanencia a pesar de empezarla con una sanción de ocho puntos. Fue destituido en marzo de 2025 tras no cumplir con las expectativas de la dirección del club.

## Selección nacional
Hizo 20 apariciones y anotó seis veces para la selección sub-20 de Escocia. Con la selección absoluta disputó 47 partidos, marcando 7 goles.

## Clubes

### Como jugador
| Club                 | País           | Año       |
| -------------------- | -------------- | --------- |
| Celtic F. C.         | Escocia        | 2001-2007 |
| Aston Villa F. C.    | Inglaterra     | 2007-2008 |
| Celtic F. C.         | Escocia        | 2008-2011 |
| Wigan Athletic F. C. | Inglaterra     | 2011-2015 |
| Chicago Fire         | Estados Unidos | 2015      |
| Hull City A. F. C.   | Inglaterra     | 2015-2017 |

### Como entrenador
| Club                 | País       | Año       |
| -------------------- | ---------- | --------- |
| Hibernian F. C.      | Escocia    | 2021-2022 |
| Wigan Athletic F. C. | Inglaterra | 2023-2025 |

## Palmarés

### Títulos nacionales
| Título                     | Club                 | País       | Año  |
| -------------------------- | -------------------- | ---------- | ---- |
| Copa de la Liga de Escocia | Celtic F. C.         | Escocia    | 2001 |
| Premier League de Escocia  | Celtic F. C.         | Escocia    | 2001 |
| Copa de Escocia            | Celtic F. C.         | Escocia    | 2001 |
| Premier League de Escocia  | Celtic F. C.         | Escocia    | 2002 |
| Premier League de Escocia  | Celtic F. C.         | Escocia    | 2004 |
| Copa de Escocia            | Celtic F. C.         | Escocia    | 2004 |
| Copa de Escocia            | Celtic F. C.         | Escocia    | 2005 |
| Copa de la Liga de Escocia | Celtic F. C.         | Escocia    | 2006 |
| Premier League de Escocia  | Celtic F. C.         | Escocia    | 2006 |
| Copa de la Liga de Escocia | Celtic F. C.         | Escocia    | 2009 |
| Copa de Escocia            | Celtic F. C.         | Escocia    | 2011 |
| FA Cup                     | Wigan Athletic F. C. | Inglaterra | 2013 |

### Distinciones individuales
| Distinción                          | Año  |
| ----------------------------------- | ---- |
| Futbolista del año en Escocia       | 2006 |
| Futbolista joven del año en Escocia | 2006 |